# Mobile High-Definition Link

MHL-Logo

Mobile High-Definition Link (MHL) ist eine Schnittstelle für Mobilgeräte, mit der über ein Kabel hochauflösende Audio- und Videodaten von einem Mobilgerät (Mobiltelefon, Tablet) an einen Bildschirm übertragen werden können. Über das Kabel kann das Mobilgerät gleichzeitig geladen werden. MHL ist eine Alternative zum HDMI-Standard. Um den MHL-Standard zu unterstützen, benötigt das Mobilgerät eine entsprechende Buchse.

## Normierung
MHL wurde bereits 2009 entwickelt von einem Konsortium aus Nokia, Samsung, Toshiba, Sony und Silicon Image. Die Spezifikation 1.0 gibt es seit Juni 2010. Auf dem Markt eingesetzt wurde es aber erst Anfang 2011 im Telefon Samsung Galaxy S II.

## Funktion
Über den MHL-Anschluss kann ein Anzeigegerät (HDTV, Computermonitor, Videoprojektor etc.) das angeschlossene Gerät mit Strom versorgen. Für den MHL-1.0-Standard sind 500 mA bei 5 V definiert, 900 mA bei 5 V für MHL 2.0. Wird ein Mobilgerät mit einem entsprechenden Ausgabegerät verbunden, kann auch das Mobilgerät mit HDMI-CEC-kompatiblen Fernbedienungen gesteuert werden. Übertragen werden ein unkomprimiertes Videosignal mit 1080p-Auflösung und ein unkomprimiertes 8-Kanal-Audiosignal (7.1 Surround Sound). Die HDCP-Verschlüsselung wird ebenfalls unterstützt, um die Wiedergabe von DRM-geschützten Medien zu ermöglichen.

### Anschlussbuchse
MHL ist nicht an einen speziellen Anschluss oder Stecker gebunden. Meist ist der Anschluss jedoch in Form einer Micro-USB-Buchse ausgeführt. Bisher wurde dazu die fünfpolige Standard-Micro-USB-Buchse benutzt. Dabei wird jedoch nur die Mechanik der USB-Buchse verwendet, die darüber laufenden Signale folgen der MHL-Spezifikation, sind also weder USB- noch HDMI-Signale. Das Samsung Galaxy S III führte jedoch eine davon abweichende elfpolige Buchse mit erweiterter Funktionalität ein (USB On-the-go), die spezielle Kabel benötigt.
| Pin Aderfarbe | Name MHL  | Beschreibung MHL                                     |
| Pin Aderfarbe | Name USB  | Beschreibung USB                                     |
| ------------- | --------- | ---------------------------------------------------- |
| 1 rot         | VBUS      | Betriebsspannung von +5 V/0,5, 0,9 oder 2 A (Quelle) |
| 1 rot         | VBUS      | Betriebsspannung von +5 V/0,5 A (Senke)              |
| 2 weiß        | MHL−      | Differenzielles Leitungspaar für die Daten           |
| 2 weiß        | Data−     | Differenzielles Leitungspaar für die Daten           |
| 3 grün        | MHL+      | Differenzielles Leitungspaar für die Daten           |
| 3 grün        | Data+     | Differenzielles Leitungspaar für die Daten           |
| 4             | CBUS      | Steuerbus                                            |
| 4             | ID        | Unterscheidung von Micro-A- und Micro-B-Stecker      |
| 5 schwarz     | MHL-GND   | Signal-Masse                                         |
| 5 schwarz     | GND       | Masse                                                |
| Gehäuse       | POWER-GND | Masse für Versorgungsspannung                        |
| Gehäuse       | ?         | Abschirmung                                          |